# Roms skövling (1084)
Roms skövling i maj år 1084 ägde rum sedan påven Gregorius VII bett normanden Robert Guiscard om hjälp mot Henrik IV (tysk-romersk kejsare), som hade belägrat honom i hans fästning Castel Sant'Angelo sedan juni 1083.  
Guiscard intog Rom med en armé, tvingades ut kejsarens armé ur staden, befriade påven från belägringen och eskorterade honom tillbaka till Lateranen. Guiscards trupper plundrade samtidigt staden, något som ledde till ett uppror från romarna mot Guiscards armé. Upproret slogs ned av Guiscard, något som ledde till ytterligare skövlingar i staden innan den slutligen besegrades av normanderna. 